# Mantenimiento de posición orbital
Mantenimiento de posición orbital es lo que se conoce en astrodinámica como la operación necesaria para mantener una nave espacial en una determinada órbita, para ello se utilizan propulsores acoplados a la nave, con los que se pueden realizar maniobras orbitales.
Para algunos satélites de la Tierra, los efectos de las fuerzas no keplerianas, por ejemplo, diferencias de la fuerza gravitacional de la Tierra con la de una esfera homogénea, las fuerzas gravitacionales del Sol/Luna, la presión de radiación solar y el arrastre del aire, deben ser contrarrestadas.
La diferencia del campo gravitatorio de la Tierra con el de una esfera homogénea y las fuerzas gravitatorias del Sol/Luna perturban en general el plano orbital. Para una órbita sincrónica al sol, la precesión del plano orbital causada por el achatamiento de la Tierra es una característica favorable que se tiene en consideración durante el diseño de una misión espacial, pero la inclinación causada por las fuerzas gravitacionales del Sol/Luna suele interferir. Para mantener la órbita geoestacionaria de las naves espaciales, el contrarrestar la inclinación causada por las fuerzas gravitacionales del Sol y la Luna ocasiona un gasto de combustible considerable, ya que la corrección de la inclinación necesaria es sumamente pequeña para que la nave espacial pueda ser rastreada por una antena no direccional.
En el caso de las naves espaciales ubicadas en órbitas bajas, los efectos ocasionados por el arrastre atmosférico a menudo deben ser corregido. En algunas misiones es necesaria esta corrección simplemente para evitar el reingreso en la atmósfera; en otras misiones, para las cuales la órbita debe sincronizarse con precisión con la rotación de la Tierra, es necesario para evitar el acortamiento del período orbital.
La presión de la radiación solar en general suele perturbar la excentricidad (el vector de excentricidad). En algunas misiones esto debe ser rápidamente contrarrestado realizando maniobras. Para las naves espaciales geoestacionarias, la excentricidad debe ser lo suficientemente pequeña como para que la nave espacial pueda rastrearse con una antena no orientable. También para los satélites de observación de la Tierra para los que es aconsejable una órbita muy constante con una trayectoria fija, el vector de excentricidad debe mantenerse lo más fijo posible. Una gran parte de esta compensación puede hacerse utilizando un diseño de órbita congelada, pero para controlar las maniobras más sensibles deben utilizarse propulsores.
Para las naves espaciales en una órbita de halo alrededor de un punto lagrangiano, el mantenimiento de la posición orbital es aún más importante, ya que dicha órbita es inestable; sin un control activo con propulsores, la más mínima desviación en la posición/velocidad resultaría que la nave espacial abandone la órbita por completo.